# Бачка Паланка
Бачка Паланка је градско насеље у Србији и седиште истоимене општине у Јужнобачком управном округу. Према попису из 2022. било је 25.476 становника. Налази се на истоку Војводине, у близини границе са Хрватском.

## Називи
Град је познат по још неким називима на другим језицима: слч. Báčska Palanka, мађ. Palánka,  .

## Историја

### Антика
На основу археолошких налаза и писаних докумената доказано је да су на овим просторима људи живели непрекидно од праисторије до данас.
Најстарији археолошки налази су силекси (камено оруђе) који се могу датирати у доба млађег мезолита, а најбројнији су налази бронзаног доба и касног средњовековног периода. На сремској страни општине су бројни налази из римског доба. Једно од највреднијих налазишта је „Келтски опидиум“ (I век н. е.) — једно од најбоље очуваних утврђења тога доба, а на подручју Челарева пронађено је рано средњовековно насеље и некропола (од VIII до X века) — „Менора из Челарева“.
Прва насеља се подижу у XI веку, а назив Паланка се помиње 1593. године. Од XI века на овим просторима живели су Угари и Срби (што потврђују словенски српски топоними: Велики и Мали Гајиц, Голубњак, Рајково, Ристићев пут, Урошка бара итд).
Подаци су узети из мађарских извора, који истражују борбе Арпадоваца или Арпадовића у XI веку, те се могу сматрати поузданим. Крајем XVI века ове просторе заузимају Турци, а Карловачким миром 1699. године их дефинитивно напуштају. После тога овде се насељава ново српско становништво, те немачко, словачко и мађарско. До 1916. године овде постоје три насеља: Стара, Нова и Немачка Паланка.

### Хабсбуршки период
У XVIII веку се у Паланци почиње развијати привреда (производња цигле, прерада дувана, производња свиле и прерада кудеље), у XIX веку развија се прерада дрвета и почиње са радом парни млин. Пошта је основана 1828. године, пристаниште је изграђено 1867, прво кредитно друштво и телеграф 1869, а суд 1871. године. Бачка Паланка је прву штампарију добила 1881. а прва сијалица је употребљена 1886, железничка пруга је изграђена 1856, да би телефон почео са радом 1904. године.
У најзначајније споменике културе убрајају се барокни дворац (у којем се чува стилски намештај из последња три столећа) и барокни парк породице Дунђерски из XIX века, затим воденица и „Сремска кућа“ у селу Нештин. Од сакралних споменика најзначајнији су иконостаси Српске православне цркве у Бачкој Паланци из 1773, и у селима Деспотову, Силбашу и Нештину. Црна топола, четири платана, мочварни чемпреси и пар белорепих орлова су заштићени споменици природе.

### Стара Југославија
У Краљевини СХС, место је у Бачкој области, од 1929. обухваћеној Дунавском бановином. Половином 1920-тих место је имало фабрике кудеље, за уметничко израђивање камена, за прерађивање вуне, собног намештаја; више великих парних млинова, циглана, радионица за израду одела и ципела, трикотажу. Било је активно близу хиљаду самосталних занатлија. Као главна карактеритика грађанства је оцењена „потпуна национална и верска толеранција” Срба, Мађара и Немаца.
Пре Другог светског рата, постојале су три општине, Бачка, Стара и Нова Паланка. Након оштре зиме 1940, Дунав се према Илоку још и почетком марта могао прелазити аутомобилом.
У време Другог светског рата, Бачка је под мађарском окупацијом. Бачка Паланка је ослобођена 20. октобра 1944. На другој страни Дунава је формиран Сремски фронт, Илок је био у непријатељским рукама до 4. децембра.

### У новој Југославији
Као део аутономне Војводине, Бачка Паланка постаје део НР/СР Србије.
Дана 23. августа 1945. године усвојен је Закон о аграрној реформи и колонизацији. Овим законом ће 1.647.305 хектара, од тога 668.412 у Војводини, бити подељено новим власницима. Убрзо после усвајања Закона, у Војводину стижу колонисти из: Босне и Херцеговине, Баније, Лике, Кордуна, Црне Горе, Далмације, Рашке, Србије, Македоније, Словеније и са Косова. За кратко време, на нова огњишта стигло је око 250.000 људи, и тако колонизацију у социјалистичкој Југославији претворило у највећу сеобу народа у последњих 300 година на Балкану.
Организована колонизација је извршена крајем 1945. и током 1946. године, али је досељавање у ове крајеве трајало све до 1948. године. Колонисти су се населили у 114 војвођанских места, а многима од њих су дали нова имена, који су их подсећали на родни крај и хероје који су их четири ратне године водили у борби за слободу. Чиб је постао Челарево, Букин – Младеново, Буљкес – Бачки Маглић, Шупљаја – Крајишник, Парабућ – Ратково, Торжа – Савино Село итд.
У Бачку Паланку досељен је живаљ из: Дрвара, Босанског Грахова, Бихаћа, Цазина, Босанског Петровца; у Младеново из: Бугојна, Гламоча, Прозора, Купреса, Ливна и Босанске Крупе; у Гајдобру из: Мостара, Невесиња, Стоца, Требиња; у Нову Гајдобру из: Гацка, Љубиња, Стоца, Требиња; у Обровац из: Јајца, Ливна, Травника, Дувна и Бугојна; у Челарево из Босанског Петровца; у Товаришево из: Дувна, Ливна, Босанске Крупе, Босанског Грахова и Бијељине. Укупно је колонизирано, заједно са Бачком Паланком, седам насеља у бачкопаланачком срезу.
Колонисти су се тешко прилагођавали новим условима живота, а нарочито новом поднебљу. Многима није одговарала клима, жалили су се на воду, многи нису били навикли на овакав начин пољских радова, била је јака носталгија за старим крајем. Староседеоци и нова власт, међутим, чинили су изузетне напоре да се све те и друге, тешкоће, преброде. Организовани су бројни курсеви на којима су досељеници стицали знања из хигијене, из вођења домаћинства, из пољопривреде, а одмах су почели да раде и курсеви за описмењавање, јер је било доста неписмених.
Насељавање територије бачкопаланачког среза почело је већ крајем 1945. године, и то током новембра и децембра, али је већина колониста дошла у јануару 1946. године. На подручје среза Бачка Паланка, доселиле су се 2.594 породице са 15.747 житеља.
Лета 1965. године поплава је напала Бачку Паланку. Високе воде Дунава 106 дана су угрожавале бачку равницу. Насипи су пробијену на више места код Богојева, Бачког Новог Села, Бегеча... Дунав је пробио два насипа код Бачке Паланке, али је заустављен на трећем. Фронт дуг 160 km бранило је око 250.000 људи од Бездана до Новог Сада. Те године између северне обале језера Тиквара и града изграђен је моћан насип. На десној страни бетон бране стоји бронзана плоча са текстом : “Велика је твоја снага Дунаве то си нам показао 1965. године али још је већа снага људске солидарности која те је укротила.”
Дана 19. маја 1974. године председник СФРЈ Јосип Броз Тито, поздрављен од грађана Војводине и Славоније, пресецањем врпце пустио је у саобраћај мост на Дунаву између Бачке Паланке и Илока (дужине 725 м) — назван “25. мај”. 

### Савремени период
Током бомбардовања 1999. године мост “25. мај” је у два наврата гађан и оштећен 4 и 19. априла, тек 30. априла 2002. године поново је пуштен у саобраћај.
Дана 13. јануара 2002. године на “Калош” чарди скуван је највећи рибљи котлић (Гинисов), уз 150 килограма зачина, 350 килограма лука, 300 литара парадајза и соли крчкало се преко 1.700 килограма рибе. Пречник котлића био је 2,4 метра, дубина 1,5 метра, и у њега стаје 4.000 литара воде. На -10 °C рибљи паприкаш је пробало чак 12.000 гостију, а још толико их је остало гладно.
Архимандрит Тадеј, витовнички старац, упокојио се у Господу 13. априла 2003. године у Бачкој Паланци, где је живео последњих година свог живота.

## Привреда
Пољопривреда је добро развијена али моћна Бачкопаланачка индустрија ипак је главни покретач града и околине. Три привредна гиганта Нектар сокови, Челаревска пивара и фабрика подних и зидних облога Таркет запошљавају неколико хиљада људи а поред њих као изузетно успешне компаније можемо навести Дунавпревоз, индустрију слада АД Малтинекс, месну индустрију АД Бачка – Бачка Паланка, металско предузеће Ковис БП, Мајевица, Платнер, Ениа, Фертил и многи други.

## Географија
Бачкопаланачка општина захвата пространу површину југозападне Бачке са дванаест насеља. Поред тога, њој припадају и два мања насеља у Срему, што значи да Дунав, који чини границу између Бачке и Срема пресеца општинску територију. Бачка Паланка се на обали реке Дунав на самој граници са Хрватском.
Поред леве, бачке обале Дунава, на подручју општине, простире се 0,5-2 km широка ниска ритска површина, угрожена високим водама Дунава. Због тога на самој обали нема изграђених насеља. Најближа Дунаву је Бачка Паланка. Периферни јужни делови града удаљени су од реке 500 m. Једино мало сремско насеље Нештин лежи непосредно уз десну дунавску обалу. Из наведених разлога, на подручју општине није изграђено ни једно речно пристаниште, тако да Дунав, иако велика међународна пловна река, у саобраћајном погледу за општину нема већег значаја. Општинском територијом трасирана су и два пловна канала хидросистема Дунав–Тиса–Дунав. Читавом ширином општинско подручје пресеца канал Бачки Петровац–Каравуково, правцем исток–запад, а мањи североисточни део код Деспотова пресеца канал Нови Сад–Савино Село правцем север–југ. Поменимо још да поред Младенова, уз југозападно ивично подручје општине тече каналисана бачка речица Мостонга.

### Саобраћај
Неупоредиво већег значаја за општину Бачка Паланка су копнене саобраћајнице. Највећег значаја су два аутомобилска путна правца. Први, који води од Новог Сада преко Бачке Паланке према Бачу и Сомбору, одакле се наставља преко Бездана за Барању и на север ка Мађарској, Код Оџака се од овог правца одваја значајан пут ка Богојеву и Осијеку. Други пресеца општину правцем север–југ. Он повезује Бачку Паланку преко Врбаса, Бачке Тополе и Суботице са средњом и северном Бачком. Исти пут се на југ наставља преко моста на Дунаву ка Илоку, Шиду и ауто-путу Београд–Загреб. Код Илока овај путни правац пресеца значајан Подунавски пут који води од Петроварадина преко Беочина и Илока према Вуковару и даље ка Осијеку у једном правцу и од Вуковара према Винковцима у другом.
Нешто мањег значаја је аутомобилски пут Нови Сад–Бачки Петровац–Оџаци који правцем југоисток-северозапад пресеца северни део општине на линији Силбаш–Параге.
Карађорђево и Младеново се налазе на локалном путу који се одваја од пута Бачка Паланка — Бач, између Бачке Паланке и Обровца и преко ових насеља води ка путу Бач–Бачко Ново Село. Поменимо још да се 1 km западно од Нештина одваја од Подунавског пута локални пут за Визић, тако да су сва општинска насеља добрим аутомобилским путевима повезана са општинским центром или се пак налазе на важним регионалним путним правцима, који их даље повезују са осталим деловима земље и Европе. Бачкопаланачко подручје пресеца и железничка пруга Нови Сад–Оџаци–Сомбор.

### Рељеф
Подручје бачкопаланачке општине простире се, у рељефном погледу, на свим морфолошким јединицама карактеристичним за Војводину, сем пешчаре. Поред Дунава је алувијална раван, односно рит, а то су управо најниже површине у рељефу Војводине. У нашем случају надморска висина ове површине износи око 80 m. Северно до рита налази се 3-5 m виша површина. Њу представља алувијална тераса коју је, као и претходну, наталожио Дунав. Ритови су угрожени при сваком високом водостају, због чега је у њима стамбена изградња забрањена. Алувијалну терасу, на којој је изграђена Бачка Паланка, угрожавају само екстремно високи водостаји. Од алувијалне терасе даље према северу простире се, за још 2-5 m виша степеница, лесна тераса, која представља део простране бачке лесне терасе.
Поред десне обале Дунава, иза алувијалне равни или непосредно уз обалу нема лесне терасе, него се стрмим одсецима или косама издиже 20-30 m виша лесна површина, лесна зараван. Она представља део фрушкогорске лесне заравни. Још јужније, у атару Визића, присутни су огранци планинског масива Фрушке горе.

### Клима
Територија општине налази се у умереноконтиненталном климатском појасу. У њој се смењују климатски утицаји са свих страна, као, уосталом, и на подручју читаве Војводине, будући да представља равницу отворену у свим правцима.

### Насеља
Бачка Паланка на територији своје општине има периферни положај. Она је, сагледавајући општинска насеља у Бачкој, најјужније и Дунаву најближе насеље. Источно од општинског седишта, поред новосадског пута лежи Челарево удаљено 11 km. У правцу северозапада, на сомборском путу су Обровац, удаљен од Бачке Паланке 9 km и Товаришево, удаљено 14 km. Нешто западније, на локалном путу су Карађорђево, до ког има 10 km и Младеново, удаљено од општинског средишта 14 km. У правцу севера, на путу за Врбас су следећа насеља: Нова Гајдобра на 10 km, Гајдобра на 14 km, Силбаш на 20 km и Деспотово удаљено од општинског центра 29 km. Од Деспотова пут води до Пивница, најудаљенијег насеља од општинског средишта до кога има 34 km, док од Силбаша пут води до Парага удаљених 25 km. Преко Дунава и дела Вуковарске општине, што је својеврсни куриозитет, долази се Подунавским путем до Нештина, удаљеног од Бачке Паланке 9 km, а на локалном путу је и последње општинско насеље Визић, удаљено од Подунавског пута 6, а од центра општине 13 km.
Границе општина Бачка Паланка углавном су административне, оивичене линијама између сеоских атара према суседним општинама. Једино Дунав, према југу, чини природну границу и то не у потпуности јер се, како је већ истакнуто, југоисточни мањи делови општинске територије налазе у Срему, са друге стране реке. Јужно од Дунава је подручје општине Вуковар, западно је општина Бач, северозападно Оџаци, северно и североисточно је подручје општине Врбас, а са истока општина Бачки Петровац. Сремски део бачкопаланачке општине омеђен је са запада општином Вуковар, са југозапада подручјем општине Шид, са југа је општина Сремска Митровица, а са истока општина Беочин. Према томе, општина Бачка Паланка се граничи са осам општина од којих су четири у Бачкој и исто толико у Срему.

### Статистика
Површина општина Бачка Паланка износи 579 km². То је за око 100 km² више од просечне величине војвођанских општина, што значи да припада групи по површини већих општина у Војводини. Године 1991, на територији општине пописом је регистровано 58.835 становника, што је за око 14.000 више од војвођанског просека, тако да и у том погледу припада групи већих општина. Густина насељености је 101,6 становника по m², такође је већа од војвођанског просека (93,6).
Општинска територија је неправилног облика, издужена у правцу север-југ. Њена дужина на линији Пивнице–Визић износи 40 km, а највећа ширина на линији Младеново–Челарево је 28 km, док просечна ширина износи 14,5 km.

## Демографија
У насељу Бачка Паланка живи 23560 пунолетних становника, а просечна старост становништва износи 39,0 година (37,6 код мушкараца и 40,3 код жена). У насељу има 10051 домаћинство, а просечан број чланова по домаћинству је 2,92.
Ово насеље је углавном насељено Србима (према попису из 2002. године), а у последња три пописа, примећен је пораст у броју становника.
|             | \| Демографија[4] \| Демографија[4] \| Демографија[4] \| \| Година \| Становника \| Становника \| \| -------------- \| -------------- \| -------------- \| \| 1948. \| 12.830 \| \| \| 1953. \| 13.625 \| \| \| 1961. \| 16.475 \| \| \| 1971. \| 21.104 \| \| \| 1981. \| 25.001 \| \| \| 1991. \| 26.780 \| 26.515 \| \| 2002. \| 29.449 \| 29.836 \| \| 2011. \| 28.239 \| \| \| 2022. \| 25.476 \| \| |            |
| Демографија | |            |
| Година      | Становника | Становника |
| 1948.       | 12.830 |            |
| 1953.       | 13.625 |            |
| 1961.       | 16.475 |            |
| 1971.       | 21.104 |            |
| 1981.       | 25.001 |            |
| 1991.       | 26.780 | 26.515     |
| 2002.       | 29.449 | 29.836     |
| 2011.       | 28.239 |            |
| 2022.       | 25.476 |            |

| Етнички састав према попису из 2002.‍ | Етнички састав према попису из 2002.‍ | Етнички састав према попису из 2002.‍ | Етнички састав према попису из 2002.‍ | Етнички састав према попису из 2002.‍ |
| ------------------------------------ | ------------------------------------ | ------------------------------------ | ------------------------------------ | ------------------------------------ |
|                                      |                                      |                                      |                                      |                                      |
| Срби                                 | Срби                                 |                                      | 23.864                               | 81,03%                               |
| Словаци                              | Словаци                              |                                      | 1.194                                | 4,05%                                |
| Мађари                               | Мађари                               |                                      | 1.160                                | 3,93%                                |
| Хрвати                               | Хрвати                               |                                      | 618                                  | 2,09%                                |
| Југословени                          | Југословени                          |                                      | 607                                  | 2,06%                                |
| Роми                                 | Роми                                 |                                      | 231                                  | 0,78%                                |
| Црногорци                            | Црногорци                            |                                      | 110                                  | 0,37%                                |
| Албанци                              | Албанци                              |                                      | 70                                   | 0,23%                                |
| Немци                                | Немци                                |                                      | 68                                   | 0,23%                                |
| Муслимани                            | Муслимани                            |                                      | 41                                   | 0,13%                                |
| Македонци                            | Македонци                            |                                      | 27                                   | 0,09%                                |
| Русини                               | Русини                               |                                      | 25                                   | 0,08%                                |
| Словенци                             | Словенци                             |                                      | 24                                   | 0,08%                                |
| Руси                                 | Руси                                 |                                      | 14                                   | 0,04%                                |
| Чеси                                 | Чеси                                 |                                      | 9                                    | 0,03%                                |
| Буњевци                              | Буњевци                              |                                      | 8                                    | 0,02%                                |
| Украјинци                            | Украјинци                            |                                      | 7                                    | 0,02%                                |
| Бошњаци                              | Бошњаци                              |                                      | 7                                    | 0,02%                                |
| Бугари                               | Бугари                               |                                      | 2                                    | 0,00%                                |
| Румуни                               | Румуни                               |                                      | 1                                    | 0,00%                                |
| непознато                            | непознато                            |                                      | 312                                  | 1,05%                                |

| \| \| м \| \| \| ж \| \| ? \| 28 \| \| \| 31 \| \| 80+ \| 134 \| \| \| 310 \| \| 75—79 \| 247 \| \| \| 472 \| \| 70—74 \| 460 \| \| \| 732 \| \| 65—69 \| 768 \| \| \| 905 \| \| 60—64 \| 871 \| \| \| 925 \| \| 55—59 \| 686 \| \| \| 782 \| \| 50—54 \| 1.134 \| \| \| 1.228 \| \| 45—49 \| 1.208 \| \| \| 1.265 \| \| 40—44 \| 1.049 \| \| \| 1.204 \| \| 35—39 \| 976 \| \| \| 985 \| \| 30—34 \| 998 \| \| \| 949 \| \| 25—29 \| 1.141 \| \| \| 1.085 \| \| 20—24 \| 1.059 \| \| \| 1.068 \| \| 15—19 \| 1.043 \| \| \| 1.056 \| \| 10—14 \| 938 \| \| \| 849 \| \| 5—9 \| 759 \| \| \| 739 \| \| 0—4 \| 700 \| \| \| 665 \| \| Просек : \| 37,6 \| \| \| 40,3 \| |       |  |  |       |
| |       |  |  |       |
| | м     |  |  | ж     |
| ? | 28    |  |  | 31    |
| 80+ | 134   |  |  | 310   |
| 75—79 | 247   |  |  | 472   |
| 70—74 | 460   |  |  | 732   |
| 65—69 | 768   |  |  | 905   |
| 60—64 | 871   |  |  | 925   |
| 55—59 | 686   |  |  | 782   |
| 50—54 | 1.134 |  |  | 1.228 |
| 45—49 | 1.208 |  |  | 1.265 |
| 40—44 | 1.049 |  |  | 1.204 |
| 35—39 | 976   |  |  | 985   |
| 30—34 | 998   |  |  | 949   |
| 25—29 | 1.141 |  |  | 1.085 |
| 20—24 | 1.059 |  |  | 1.068 |
| 15—19 | 1.043 |  |  | 1.056 |
| 10—14 | 938   |  |  | 849   |
| 5—9 | 759   |  |  | 739   |
| 0—4 | 700   |  |  | 665   |
| Просек : | 37,6  |  |  | 40,3  |

| Година пописа     | 1948. | 1953. | 1961. | 1971. | 1981. | 1991. | 2002.  |
| ----------------- | ----- | ----- | ----- | ----- | ----- | ----- | ------ |
| Број домаћинстава | 3.475 | 3.686 | 4.781 | 6.540 | 8.137 | 8.738 | 10.051 |

| Број чланова      | 1     | 2     | 3     | 4     | 5   | 6   | 7  | 8  | 9 | 10 и више | Просек |
| ----------------- | ----- | ----- | ----- | ----- | --- | --- | -- | -- | - | --------- | ------ |
| Број домаћинстава | 1.812 | 2.485 | 2.131 | 2.490 | 759 | 253 | 94 | 15 | 5 | 7         | 2,92   |

| Пол    | Укупно | Неожењен/Неудата | Ожењен/Удата | Удовац/Удовица | Разведен/Разведена | Непознато |
| ------ | ------ | ---------------- | ------------ | -------------- | ------------------ | --------- |
| Мушки  | 11.802 | 3.534            | 7.434        | 461            | 354                | 19        |
| Женски | 12.997 | 2.790            | 7.513        | 2.029          | 648                | 17        |
| УКУПНО | 24.799 | 6.324            | 14.947       | 2.490          | 1.002              | 36        |

| Пол    | Укупно                    | Пољопривреда, лов и шумарство | Рибарство                            | Вађење руде и камена | Прерађивачка индустрија       |
| ------ | ------------------------- | ----------------------------- | ------------------------------------ | -------------------- | ----------------------------- |
| Мушки  | 5.636                     | 536                           | 0                                    | 2                    | 2.320                         |
| Женски | 4.351                     | 226                           | 0                                    | 1                    | 1.566                         |
| Укупно | 9.987                     | 762                           | 0                                    | 3                    | 3.886                         |
|        |                           |                               |                                      |                      |                               |
| Пол    | Производња и снабдевање   | Грађевинарство                | Трговина                             | Хотели и ресторани   | Саобраћај, складиштење и везе |
| Мушки  | 94                        | 298                           | 673                                  | 144                  | 286                           |
| Женски | 25                        | 53                            | 841                                  | 115                  | 78                            |
| Укупно | 119                       | 351                           | 1.514                                | 259                  | 364                           |
|        |                           |                               |                                      |                      |                               |
| Пол    | Финансијско посредовање   | Некретнине                    | Државна управа и одбрана             | Образовање           | Здравствени и социјални рад   |
| Мушки  | 81                        | 197                           | 387                                  | 130                  | 85                            |
| Женски | 141                       | 166                           | 221                                  | 376                  | 304                           |
| Укупно | 222                       | 363                           | 608                                  | 506                  | 389                           |
|        |                           |                               |                                      |                      |                               |
| Пол    | Остале услужне активности | Приватна домаћинства          | Екстериторијалне организације и тела | Непознато            | Непознато                     |
| Мушки  | 202                       | 0                             | 2                                    | 199                  | 199                           |
| Женски | 118                       | 2                             | 2                                    | 116                  | 116                           |
| Укупно | 320                       | 2                             | 4                                    | 315                  | 315                           |

## Спорт
Спорт је у Бачкој Паланци веома популаран.
Неки од спортских клубова су:
- ФК Бачка, веома популаран фудбалски клуб у Бачкој Паланци и околини.
- БК Бачка, боксерски клуб
- РК Лавови рукометни клуб
- СТК Бачка Паланка, стонотениски клуб
- ККK Tarkett, кајак кану клуб (Најтрофејнији кајакашки клуб у Србији и региону, из овог клуба долази највећи број репрезентативаца који још веслају у овом клубу или потичу из њега)
- РК Синтелон, бивши рукометни клуб
- ФК Стари Град, фудбалски клуб
- ФК Крила Крајине, фудбалски клуб
- РК Нопал, бивши женски рукометни клуб
- КК Бачка Паланка, бивши кошаркашки клуб
- КК Феникс, кошаркашки клуб
- КК Тиквара, карате клуб
- КК Марина, кошаркашки клуб